# Lista över segrare i Vuelta a España
Detta är en lista över segrare i Vuelta a España.

## Tabell
| №  | Vuelta | Totalsegrare        | Poängtävlingen           | Bergspristävlingen  | Kombinationspristävlingen | Ungdomstävlingen   |
| -- | ------ | ------------------- | ------------------------ | ------------------- | ------------------------- | ------------------ |
| 1  | 1935   | Gustaaf Deloor      | 0                        | Edoardo Molinar     | 0                         | 0                  |
| 2  | 1936   | Gustaaf Deloor      | 0                        | Salvador Molina     | 0                         | 0                  |
| 3  | 1941   | Julián Berrendero   | 0                        | Fermín Trueba       | 0                         | 0                  |
| 4  | 1942   | Julián Berrendero   | 0                        | Julián Berrendero   | 0                         | 0                  |
| 5  | 1945   | Delio Rodríguez     | Delio Rodríguez          | Julián Berrendero   | 0                         | 0                  |
| 6  | 1946   | Dalmacio Langarica  | 0                        | Emilio Rodríguez    | 0                         | 0                  |
| 7  | 1947   | Edouard van Dyck    | 0                        | Emilio Rodríguez    | 0                         | 0                  |
| 8  | 1948   | Bernardo Ruiz       | 0                        | Bernardo Ruiz       | 0                         | 0                  |
| 9  | 1950   | Emilio Rodríguez    | 0                        | Emilio Rodríguez    | 0                         | 0                  |
| 10 | 1955   | Jean Dotto          | Fiorenzo Magni           | Giuseppe Buratti    | 0                         | 0                  |
| 11 | 1956   | Angelo Conterno     | Rik van Steenbergen      | Nino Defilippis     | 0                         | 0                  |
| 12 | 1957   | Jesús Loroño        | Vicente Iturat           | Federico Bahamontes | 0                         | 0                  |
| 13 | 1958   | Jean Stablinski     | Salvador Botella         | Federico Bahamontes | 0                         | 0                  |
| 14 | 1959   | Antonio Suárez      | Rik Van Looy             | Antonio Suárez      | 0                         | 0                  |
| 15 | 1960   | Franz De Mulder     | Arthur De Cabooter       | Antonio Karmany     | 0                         | 0                  |
| 16 | 1961   | Angelino Soler      | Antonio Suárez           | Antonio Karmany     | 0                         | 0                  |
| 17 | 1962   | Rudi Altig          | Rudi Altig               | Antonio Karmany     | 0                         | 0                  |
| 18 | 1963   | Jacques Anquetil    | Bas Maliepaard           | Julio Jiménez       | 0                         | 0                  |
| 19 | 1964   | Raymond Poulidor    | José Pérez-Francés       | Julio Jiménez       | 0                         | 0                  |
| 20 | 1965   | Rolf Wolfshohl      | Rik Van Looy             | Julio Jiménez       | 0                         | 0                  |
| 21 | 1966   | Francisco Gabica    | Jos van der Vleuten      | Gregorio San Miguel | 0                         | 0                  |
| 22 | 1967   | Jan Janssen         | Jan Janssen              | Mariano Díaz        | 0                         | 0                  |
| 23 | 1968   | Felice Gimondi      | Jan Janssen              | Francisco Gabica    | 0                         | 0                  |
| 24 | 1969   | Roger Pingeon       | Raymond Steegmans        | Luis Ocaña          | 0                         | 0                  |
| 25 | 1970   | Luis Ocaña          | Guido Reybrouck          | Agustín Tamames     | Guido Reybrouck           | 0                  |
| 26 | 1971   | Ferdinand Bracke    | Cyrille Guimard          | Joop Zoetemelk      | Cyrille Guimard           | 0                  |
| 27 | 1972   | José Manuel Fuente  | Domingo Perurena         | José Manuel Fuente  | José Manuel Fuente        | 0                  |
| 28 | 1973   | Eddy Merckx         | Eddy Merckx              | José Luis Abilleira | Eddy Merckx               | 0                  |
| 29 | 1974   | José Manuel Fuente  | Domingo Perurena         | José Luis Abilleira | José Luis Abilleira       | 0                  |
| 30 | 1975   | Agustín Tamames     | Miguel María Lasa        | Andrés Oliva        | 0                         | 0                  |
| 31 | 1976   | José Pesarrodona    | Dietrich Thurau          | Andrés Oliva        | 0                         | 0                  |
| 32 | 1977   | Freddy Maertens     | Freddy Maertens          | Pedro Torres        | 0                         | 0                  |
| 33 | 1978   | Bernard Hinault     | Ferdi Van den Haute      | Andrés Oliva        | 0                         | 0                  |
| 34 | 1979   | Joop Zoetemelk      | Fons De Wolf             | Felipe Yáñez        | 0                         | 0                  |
| 35 | 1980   | Faustino Rupérez    | Sean Kelly               | Juan Fernández      | 0                         | 0                  |
| 36 | 1981   | Giovanni Battaglin  | Francisco Javier Cedena  | José Luis Laguía    | 0                         | 0                  |
| 37 | 1982   | Marino Lejarreta    | Stefan Mutter            | José Luis Laguía    | 0                         | 0                  |
| 38 | 1983   | Bernard Hinault     | Marino Lejarreta         | José Luis Laguía    | 0                         | 0                  |
| 39 | 1984   | Eric Caritoux       | Guido Van Calster        | Felipe Yáñez        | 0                         | 0                  |
| 40 | 1985   | Pedro Delgado       | Sean Kelly               | José Luis Laguía    | 0                         | 0                  |
| 41 | 1986   | Álvaro Pino         | Sean Kelly               | José Luis Laguía    | Sean Kelly                | 0                  |
| 42 | 1987   | Lucho Herrera       | Alfonso Gutiérrez        | Lucho Herrera       | Laurent Fignon            | 0                  |
| 43 | 1988   | Sean Kelly          | Sean Kelly               | Álvaro Pino         | Sean Kelly                | 0                  |
| 44 | 1989   | Pedro Delgado       | Malcolm Elliott          | Óscar Vargas        | Óscar Vargas              | 0                  |
| 45 | 1990   | Marco Giovannetti   | Uwe Raab                 | José Martín Farfán  | Federico Echave           | 0                  |
| 46 | 1991   | Melchor Mauri       | Uwe Raab                 | Lucho Herrera       | Federico Echave           | 0                  |
| 47 | 1992   | Tony Rominger       | Djamolidine Abdoujaparov | Carlos Hernández    | Tony Rominger             | 0                  |
| 48 | 1993   | Tony Rominger       | Tony Rominger            | Tony Rominger       | Jesús Montoya             | 0                  |
| 49 | 1994   | Tony Rominger       | Laurent Jalabert         | Luc Leblanc         | 0                         | 0                  |
| 50 | 1995   | Laurent Jalabert    | Laurent Jalabert         | Laurent Jalabert    | 0                         | 0                  |
| 51 | 1996   | Alex Zülle          | Laurent Jalabert         | Tony Rominger       | 0                         | 0                  |
| 52 | 1997   | Alex Zülle          | Laurent Jalabert         | José María Jiménez  | 0                         | 0                  |
| 53 | 1998   | Abraham Olano       | Fabrizio Guidi           | José María Jiménez  | 0                         | 0                  |
| 54 | 1999   | Jan Ullrich         | Frank Vandenbroucke      | José María Jiménez  | 0                         | 0                  |
| 55 | 2000   | Roberto Heras       | Roberto Heras            | Carlos Sastre       | 0                         | 0                  |
| 56 | 2001   | Ángel Casero        | José María Jiménez       | José María Jiménez  | 0                         | 0                  |
| 57 | 2002   | Aitor González      | Erik Zabel               | Aitor Osa           | Roberto Heras             | 0                  |
| 58 | 2003   | Roberto Heras       | Erik Zabel               | Félix Cárdenas      | Alejandro Valverde        | 0                  |
| 59 | 2004   | Roberto Heras       | Erik Zabel               | Félix Cárdenas      | Roberto Heras             | 0                  |
| 60 | 2005   | Roberto Heras       | Alessandro Petacchi      | Joaquim Rodríguez   | Roberto Heras             | 0                  |
| 61 | 2006   | Aleksandr Vinokurov | Thor Hushovd             | Egoi Martínez       | Aleksandr Vinokurov       | 0                  |
| 62 | 2007   | Denis Mensjov       | Daniele Bennati          | Denis Mensjov       | Denis Mensjov             | 0                  |
| 63 | 2008   | Alberto Contador    | Greg Van Avermaet        | David Moncoutié     | Alberto Contador          | 0                  |
| 64 | 2009   | Alejandro Valverde  | André Greipel            | David Moncoutié     | Alejandro Valverde        | 0                  |
| 65 | 2010   | Vincenzo Nibali     | Mark Cavendish           | David Moncoutié     | Vincenzo Nibali           | 0                  |
| 66 | 2011   | Juan José Cobo      | Bauke Mollema            | David Moncoutié     | Juan José Cobo            | 0                  |
| 67 | 2012   | Alberto Contador    | Alejandro Valverde       | Simon Clarke        | Alejandro Valverde        | 0                  |
| 68 | 2013   | Chris Horner        | Alejandro Valverde       | Nicolas Edet        | Chris Horner              | 0                  |
| 69 | 2014   | Alberto Contador    | John Degenkolb           | Luis León Sánchez   | Alberto Contador          | 0                  |
| 70 | 2015   | Fabio Aru           | Alejandro Valverde       | Omar Fraile         | Joaquim Rodríguez         | 0                  |
| 71 | 2016   | Nairo Quintana      | Fabio Felline            | Omar Fraile         | Nairo Quintana            | 0                  |
| 72 | 2017   | Chris Froome        | Chris Froome             | Davide Villella     | Chris Froome              | Miguel Ángel López |
| 73 | 2018   | Simon Yates         | Alejandro Valverde       | Thomas De Gendt     | Simon Yates               | Enric Mas          |
| 74 | 2019   | Primož Roglič       | Primož Roglič            | Geoffrey Bouchard   | 0                         | Tadej Pogačar      |
| 75 | 2020   | Primož Roglič       | Primož Roglič            | Guillaume Martin    | 0                         | Enric Mas          |
| 76 | 2021   | Primož Roglič       | Fabio Jakobsen           | Michael Storer      | 0                         | Gino Mäder         |
| 77 | 2022   | Remco Evenepoel     | Mads Pedersen            | Richard Carapaz     | 0                         | Remco Evenepoel    |
| 78 | 2023   | Sepp Kuss           | Kaden Groves             | Remco Evenepoel     | 0                         | Juan Ayuso         |
| 79 | 2024   | Primož Roglič       | Kaden Groves             | Jay Vine            | 0                         | Mattias Skjelmose  |